# Équipe mixte aux Jeux olympiques de 1896
Lors des premiers Jeux olympiques d'été, des sportifs de nationalités différentes concourent dans la même équipe. Le Comité international olympique réunit désormais les résultats de ces équipes sous l'appellation équipe mixte (ZZX dans la Liste des codes pays du CIO). Présentes lors des trois premières olympiades d'été, ces équipes ont remporté dix-sept médailles dont huit titres olympiques
.
La délégation mixte remporte donc deux médailles (1 en or et 1 en bronze) lors de ces premiers Jeux olympiques d'été de 1896 à Athènes, se situant à la onzième place des nations au tableau des médailles. Les deux médailles sont dans la même épreuve le double messieurs en tennis.

## Liste des médaillés mixtes

### Médailles d’or
| Sport              | Discipline       | Sportifs                                                     | Performance |
| Médailles d’or : 1 |                  |                                                              |             |
| Tennis             | double messieurs | John Pius Boland ( Royaume-Uni) Friedrich Traun ( Allemagne) |             |

### Médailles de bronze
| Sport                   | Discipline       | Sportifs                                                        | Performance |
| Médailles de bronze : 1 |                  |                                                                 |             |
| Tennis                  | double messieurs | Teddy Flack ( Australie) George Stuart Robertson ( Royaume-Uni) |             |

## Épreuves

### Tennis
Dans le tournoi de double, aucune médaille n'est portée au crédit de délégations nationales mais d'une équipe mixte.
|               | Date     | Nom et lieu du tournoi        | Dot. | Surf.        | Vainqueur                         | Finaliste                       | Score         |
| Finale        | 06/04/96 | Jeux olympiques d'été Athènes | 0 $  | Terre (ext.) | John Pius Boland Friedrich Traun  | D. Kásdaglis D. Petrokókkinos   | 5-7, 6-4, 6-1 |
| Petite finale | 06/04/96 | Jeux olympiques d'été Athènes | 0 $  | Terre (ext.) | (AUS) Teddy Flack G. S. Robertson | A. Akratópoulos K. Akratópoulos | Partage       |